# Star in the Hood
Star in the Hood to debiutancki album brytyjskiego piosenkarza Tinchy’ego Strydera. Został on wydany 13 sierpnia 2007 roku. Single pochodzące z tego albumu to "Breakaway", "Something About Your Smile" oraz "Mainstream Money".

## Lista utworów[1]
1. Star in the Hood
2. Perfect Timing
3. Breakaway
4. Follow
5. Working For Days
6. Xtra
7. Hands Of Time
8. Catch `Em
9. Something About Your Smile
10. Wonder
11. Dance 4 Now
12. Stereotypes
13. Not Like Me
14. Rely On Me
15. Mainstream Money (Bonus Track)